# Квемо-Шуахеви
Квемо-Шуахеви (груз. ქვემო შუახევი) — село в Грузии, в муниципалитете Душети края Мцхета-Мтианети. 

## География
Село расположено в юго-западной части края, в 15 километрах по прямой к юго-западу от центра муниципалитета Душети. Высота центра — 1000 метров над уровнем моря.

## Население
По данным переписи населения 2014 года, в селе проживал 91 человек.
| Год  | Население |
| ---- | --------- |
| 2002 | 193       |
| 2014 | 91        |